# 퀸투스 글리티우스 아틸리우스 아그리콜라
퀸투스 글리티우스 아틸리우스 아그리콜라(Quintus Glitius Atilius Agricola)는 로마의 원로원의원이자 장군으로, 여러 직책들을 거쳤다. 그는 두 차례 보좌 집정관을 수행했는데 첫 번째는 루키우스 폼포니우스 수라를 동료 집정관으로 둔 서기 97년과, 트라야누스 황제를 대신했던 103년이었다. 그는 보좌 집정관을 두 번을 역임했던 것으로 알려짐 마지막 인물이기도 하다. 아그리콜라는 그의 고향 도시로 보이는 아우구스타 타우리노룸의 많은 수의 파편적인 비문들을 통해서만 알려졌다.
그의 전체 이름, 아버지의 ‘프라이노멘’(푸블리우스), 트리부스 (스텔라티나) 등은 이 비문들을 통해서 알려졌다. 아그리콜라가 48년 혹은 49년에 살았던 것으로 확인된 기사 계급 관료인 글리티우스 바르바루스의 아들 혹은 손자라고 흔히 추측되지만 Olli Salomies는 그의 아버지의 프라이노멘이 푸블리우스로 확인된 점을 언급하고, 그의 출생시에 이름은 아틸리우스 아그리콜라였다가 Q. 글리티우스에게 입양되었다고 이해하는 것이 더 바람직하다고 주장하였다.

## 생애
타우리노룸에서 발견된 비문들 중에 두 개에서 첫 집정관 직책을 갖기까지 그의 쿠르수스 호노룸에 관한 상세한 정보를 제공하고 있다. 그의 기록상의 첫 직책은 에퀴테스의 인사고과 문서에서는 ‘세비르 에퀴툼 로마노룸’이었고, 그 뒤에는 ‘비긴티비리’를 구성하는 정무관 중에 하나인 ‘데켐비리 스틀리티부스 유디칸두스’(decemviri stlitibus judicandus) 중에 한 명이었다. 아그리콜라는 그 이후로 이탈리카 제1군단의 트리부누스 밀리툼으로 복무했다. 베스파시아누스 황제 치세에는 재무관이었고, 이는 늦었을 경우 78년 쯤이었을 것이다. 로마 원로원 의원들이 일반적으로 25세 나이에 재무관 직책을 맡았기에, 이는 이는 아그리콜라가 늦어도 53년에 태어났음을 암시한다.
이 뒤에 그는 안찰관이었고, 그 다음에는 30세에 흔히 맡는 직책인 법무관이었다. 두 비문에 히스파니아 키테리오르 속주의 총독으로서 기간이 있긴 하지만, Werner Eck는 이 시기 총독들에 대한 연감에 이 직책을 언급하지 않았다. 그 다음에 아그리콜라는 페라타 제6군단의 레가투스 레기오니스라는 책무를 맡았다. 네르바 황제 치세에 그는 94년부터 97년까지 갈리아 벨기카 속주의 총독이었는데, 네르바가 직접 임명한 것일 수 있다. 파스케스를 처음으로 잡던 시기가 지나고 나서, 그는 루키우스 율리우스 우르수스 세르비아누스를 대신하며 서기 100년부터 102년 말까지 판노니아 속주의 총독이었다. 판노니아에서 임기를 마친 시기와 로마로 복귀하던 사이 때, 아그리콜라는 다키아 전쟁에 참전하였고, 전직 집정관들에게 적당한 군사 훈장인 도나 밀리타리아 여럿을 수여받았다.
두 번째 집정관 직책을 수행하고 나서, 아그리콜라는 로마의 프라이펙투스 우르비를 맡았다. 또한 그는 최소한 두 번은 사제회 (콜레기아)소속인 것으로 기록되었으며, 첫 번째는 ‘셉템비리 에풀로눔’, 그 후로는 ‘소달레스 아우구스탈레스’에 입회했다.